# Tabarin-Halbinsel
Die Tabarin-Halbinsel ist eine rund 25 km lange und zwischen 8 und 20 km breite Halbinsel, die als östlicher Ausläufer der Trinity-Halbinsel zwischen dem Antarctic-Sund und der Duse Bay liegt. Von der übrigen Trinity-Halbinsel trennt sie eine Senke, die sich von der Hope Bay zur Duse Bay erstreckt und vom Depot- und Mondor-Gletscher ausgefüllt wird.
Entdeckt und kartiert wurde sie während der Schwedischen Antarktisexpedition (1901–1903) unter der Leitung von Otto Nordenskjöld. Der Falkland Islands Dependencies Survey führte 1946 Vermessungsarbeiten in dem Gebiet durch und benannte die Halbinsel nach der Operation Tabarin, unter welcher der Survey zwischen 1943 und 1945 firmierte.